# 克雷格·伊斯特蒙德
克雷格·伊斯特蒙德（英語：Craig Leon Eastmond，1990年12月9日—）出生於英格蘭倫敦巴特锡，是一名英格蘭足球員，司職防守中場，也可擔任右後衛，出身阿仙奴青訓系統，現效力英甲球會伊奧維。

## 生平
伊斯蒙特出身於米禾爾。11歲時，他正式加盟阿仙奴青年軍。2009年，他是阿仙奴青年軍奪得英格蘭足總青年盃的其中一員。2009年6月30日，他與其他3名青年軍球員與阿仙奴簽約，成為職業球員。
2009年10月28日伊斯蒙特首次為阿仙奴一隊上陣，該仗他射入一球，協助球隊在英格蘭聯賽盃擊敗利物浦。其後於2009年12月30日，在對樸茨茅夫的比賽中，在85分鐘後備入替，並完成在英超的處子作。其後在2010年1月17日對保頓的比賽中，首次為阿仙奴在英超正選上陣，該仗阿仙奴以4-1勝出，而他在62分鐘由梅里達上替。2010年1月24日對史篤城的比賽中，首次為阿仙奴在英格蘭足總盃上陣。其後在對薩克達的比賽中，首次為阿仙奴在歐聯上陣，但在57分鐘由卡洛斯·維拉入替。
在2010年1月3日，他與阿仙奴簽長約。在2010/2011球季他被另一年青球員埃曼努埃尔·弗里庞搶去位置，被剔出季前熱身賽的球員名單。但因埃曼努埃尔·弗里庞在比賽中受重傷，因而重新得以進入球員名單。他在戰勝紐卡素4-0的英格蘭聯賽盃中首次上陣，並得到正選。該仗他在上半場表現不佳，但下半場則表現不俗，因而全場打足90分鐘。因阿歷山大·桑治及丹尼遜受傷，在歐聯對薩克達的比賽中得以正選上陣，可惜其表現不佳，加上頂入一球烏龍球，在58分鐘由卡洛斯·維拉入替。
2011年1月25日伊斯蒙特獲外借到兒時曾效力的英冠球會米禾爾直到球季結束。2012年2月21日他再被借用到英甲球會韋甘比直到球季結束。
2012年9月27日，英甲球會高車士打從阿仙奴借入伊斯蒙特，借用期為三個月。
2012年12月11日，高車士打宣佈伊斯蒙特於操練時受傷脚骨折斷，將做手術醫治，伊斯蒙特於借用期間聯賽及盃賽總共上陣13場，射入兩球。
2013年5月21日，高車士打宣佈伊斯蒙特於6月底約滿阿仙奴後正式加盟，合約為期兩年。

## 榮譽
阿仙奴預備組
- 英格蘭足球青年超級聯賽：2008/09年；
- 英格蘭足總青年盃：2008/09年；

## 外部連結
- 足球数据库：克雷格·伊斯特蒙德的球员统计数据
- 高車士打官網球員簡歷
- 阿仙奴官網簡歷